# Schloss Arenshorst
Das Schloss Arenshorst ist ein Rittergut und eine ehemalige Burganlage westlich der Gemeinde Bohmte im niedersächsischen Landkreises Osnabrück.

## Geschichte

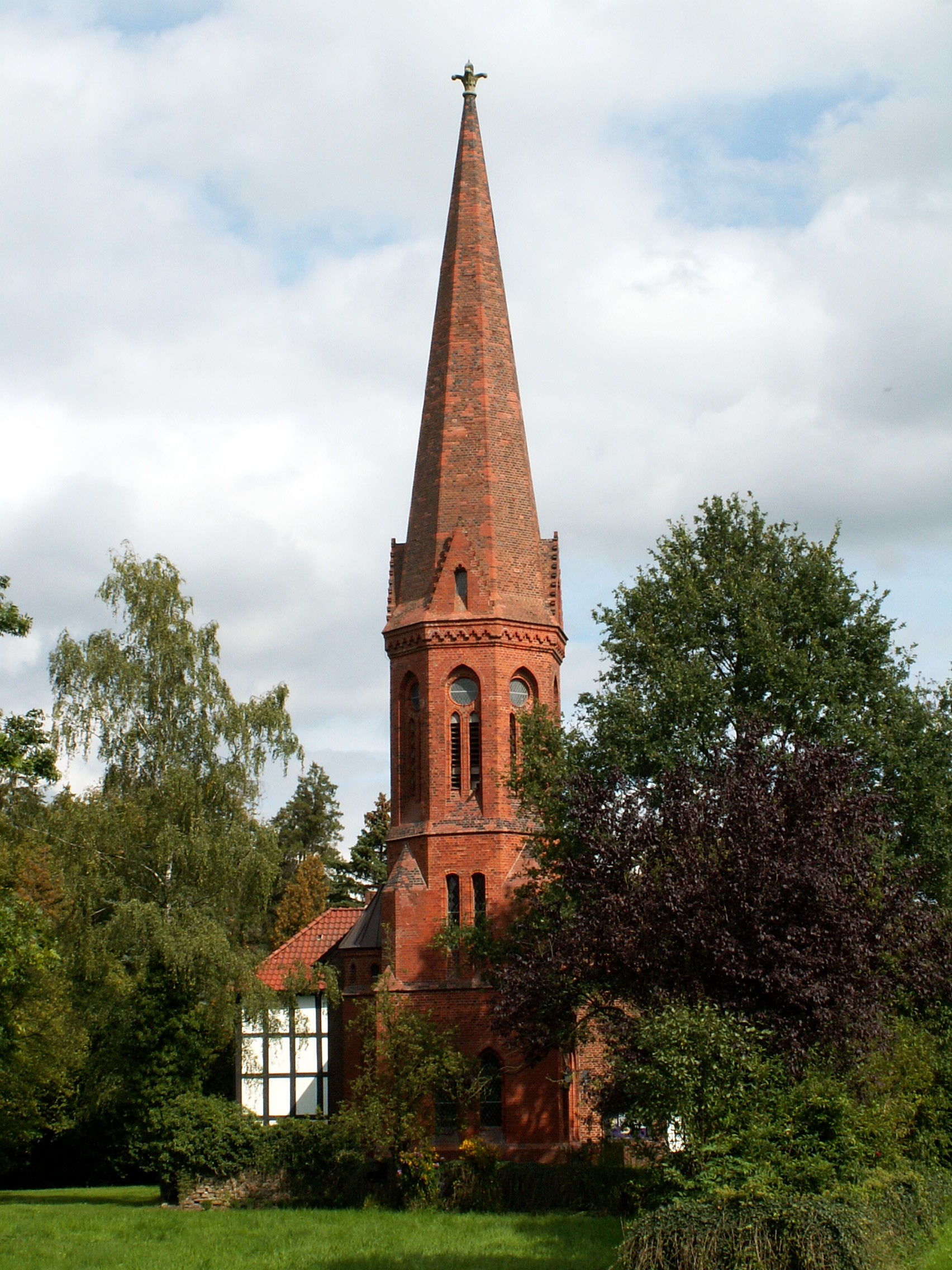
Kirche St. Johannis auf dem Gutsgelände

Eine Burg Arenshorst wurde erstmals 1354 erwähnt, als sie Helembert von der Horst der Familie von Quernheim vererbte. Die Burganlage gelangte 1388 in die Hände von Heinecke von Bar. Außerordentlich verwickelte Besitz- und Erbschaftsverhältnisse, bedingt durch große Kinderzahl in den folgenden Generationen, führten zur Zersplitterung des Besitzes. Als Folge von Teilungen kam es um 1500 auf dem Burgplatz zum Bau von nachweislich vier Herrenhäusern, die den Familien von Grothaus, von Leden, von Tribbe und von Sulingen gehörten. Davon waren drei schon vor 1700 wieder verschwunden. Das um 1740 errichtete heutige Herrenhaus entstand jedoch unter Einbeziehung der Bausubstanz von einem dieser Wohnbauten.
Am Ende des 16. Jahrhunderts etablierten sich zwei selbständige Güter mit je eigener Landtagsfähigkeit. Das der Familie von Ledebur gehörende Gut blieb bis 1961 in ihrem Besitz, dann wurde es an die Industriellenfamilie Claas verkauft. Das andere Gut fiel an die Familien von Fickensolt und später von Grothaus, die es 1685 an von Ledebur verkauften. Damit war Arenshorst wieder in einer Hand vereint.
Die Kirche des Gutes ist 1634 vermutlich auf dem Platz der alten Kapelle aus Fachwerk errichtet und 1742 sowie 1842 umgebaut worden.

## Beschreibung
Eine Quelle von 1388 lässt auf eine Umwehrung der Burg durch Wall, Graben und eine Plankenbefestigung schließen. An Gebäuden werden darin auch Kapelle, Torhaus, Stall und Backhaus genannt. Die darin verwendete Bezeichnung „oberste Burg“ legt die Existenz einer niederen Burg nahe, die aber nicht nachgewiesen ist. Auch über das Aussehen der vier und später zwei Rittersitze, die im 16. Jahrhundert auf dem Gelände bestanden haben, lassen sich keine konkreten Angaben finden.
Das heutige Herrenhaus von 1740 besteht aus einem einstöckigen Gebäude über hohem Kellergeschoss mit Mansarddach. Es ist 1925 verlängert und im Dachgeschoss erweitert worden. Die Mitte des Gebäudes wird auf der Vorder- und Rückseite jeweils durch einen zweigeschossigen Risaliten mit Dreiecksgiebel betont.
1727 waren Haupt- und Vorburg mit rechteckigen Gräften und Wällen umgeben. Heute ist ein einfaches Gräftensystem von 280 × 85 m Größe vorhanden.